# ワシリー・サペルニコフ
ヴァシリー・リヴォヴィチ・サペルニコフ（Vassily L'vovich Sapelnikov (ロシア語: Василий Львович Сапельников), 1867年11月2日 - 1941年3月17日 サンレモ）はロシアのピアニスト・作曲家。英語圏では Wassily Sapellnikoff の表記で知られる。
ウクライナのオデッサに生まれる。ペテルブルク音楽院にてルイ・ブラッサンに師事するが、ブラッサンの没後はゾフィー・メンターとアナトーリ・リャードフに師事した。
1888年から1889年までピョートル・チャイコフスキーに同行して、ドイツやフランス、イギリスで演奏旅行を行う。1889年にハンブルクにデビューした際には、チャイコフスキー自身の指揮で《ピアノ協奏曲 第1番 変ロ短調》を演奏している。またサペルニコフは、ロンドンでこの協奏曲のイングランド初演も成功させた。引き続きヨーロッパ各地で旅するヴィルトゥオーゾとして演奏旅行を行なって一目置かれた引く手あまたのピアニストとなり、時おり指揮者としても活動した。1897年から1899年までモスクワ音楽院ピアノ科教授に就任。門人にニコライ・メトネルがいる。
1910年には、ウェルテ・ミニョン社の自動演奏ピアノに12曲を吹き込んだが、うち半数は自作であった。
1912年ごろから第一次世界大戦までライプツィヒに移住し、その後はミュンヘンやベルリンに過ごしてから、1916年から1922年までオデッサに戻る。1923年にソ連を去ってドイツに、その後はイタリアに亡命した。
サペルニコフは、チャイコフスキーの愛人の一人であった。

## 註
- Grove's Dictionary of Music and Musicians, 5th edition, reprinted 1966
- https://web.archive.org/web/20080317013848/http://www.infopt.demon.co.uk/tchaikov.htm